# Michèle Roberts
Michèle Brigitte Roberts FRSL (nacida el 20 de mayo de 1949) es una escritora, novelista y poetisa británica. Es hija de una profesora católica francesa (Monique Caulle) y de un  protestante inglés (Reginald Roberts), y tiene doble nacionalidad británica y francesa.
Roberts fue concebida por madre católica francesa y padre protestante inglés en Bushey, Hertfordshire, pero se crio en Edgware, Middlesex . Fue educada en un convento, esperando que se convirtiera en monja, antes de estudiar lengua inglesa en Somerville College, Oxford, donde perdió su fe católica.  También estudió en el University College London, formándose para ser bibliotecaria. Trabajó para el British Council en Bangkok, Tailandia, permaneciendo allí de 1973 a 1974.

## Carrera
Activa en la política socialista y feminista (el Movimiento de Liberación de la Mujer ) desde principios de los años 1970, formó un colectivo de escritoras con Sara Maitland, Michelene Wandor y Zoe Fairbairns . En ese entonces, Roberts era editora de poesía (1975–77) en Spare Rib, una revista feminista; y más tarde en City Limits (1981–83). Su primera novela, A Piece of the Night (Un pedazo de noche), se publicó en 1978. Su novela de 1992,  Daughters of the House   (Las hijas de la casa), fue preseleccionada para el Premio Booker,  y ganó el Premio Literario WH Smith de 1993. 
Paper Houses (Casas de papel), una memoria de su vida desde 1970, se publicó en 2007: "A partir de sus diarios de la época, (Roberts) trae de vuelta una era más política, aunque también hedonista, de feminismo radical, comunas y manifestaciones; y las amistades que hizo y que ha mantenido desde entonces, en particular con otras escritoras feministas como Sara Maitland, Micheline Wandor y Alison Fell. Roberts también autoanaliza los efectos del catolicismo de su familia anglo-francesa ("la monja en mi cabeza, esa monstruosa Madre Superiora"), que han seguido siendo una fuente de inspiración, incluso luego de reaccionar contra sus doctrinas manifiestas. Su exploración de Londres y las diversas áreas y casas en las que vivió acompañaron su desarrollo como escritora. Para ella, escribir "significaba viajar hacia lo desconocido y tener aventuras' pero también 'ser testigo de las historias de otras personas además de las mías'". 
En su trabajo de 2020, Negative Capability: A Diary of Surviving, (Capacidad negativa: un diario de supervivencia), Roberts documenta un período de crisis tras el rechazo de una novela que estaba escribiendo por parte de su editor y agente. El título está tomado de una cita de Keats . 
Roberts es profesora emérita de escritura creativa en la Universidad de East Anglia y fue profesora invitada de escritura en la Universidad de Nottingham Trent durante varios años.

## Honores y reconocimientos
Roberts fue elegida miembro de la Real Sociedad de Literatura en 1999.  Es Chevalier de l'Ordre des Arts et des Lettres, distinción otorgada por el gobierno francés, pero rechazó una Orden del Imperio Británico (OBE) como consecuencia de sus opiniones republicanas. 

## Publicaciones

### Ensayos
- Comida, sexo y Dios: sobre la inspiración y la escritura, 1988, Virago Press

### Novelas
- Un pedazo de noche, 1978, Women’s Press
- La Visitación, 1983, Prensa Femenina
- La chica salvaje (también conocida como El evangelio secreto de María Magdalena ), 1984, Methuen
- El libro de la señora Noah, 1987, Methuen
- En la cocina roja, 1990, Methuen
- Hijas de la Casa, 1992, Virago y Morrow (EE.UU.)
- Carne y sangre, 1994, Virago
- Santos imposibles, 1998, Ecco Press
- Intercambio justo, 1999, Little, Brown
- El espejo, 2000, Little, Brown
- The Mistressclass, 2002, Little, Brown
- Lector, Me casé con él, 2006, Little, Brown
- Ignorancia, 2012, Bloomsbury Publishing [6]
- La belleza de Walworth, 2017, Bloomsbury
- Recortado, 2021, Sandstone Press,ISBN 978-1913207472

### Poesía
- Touch Papers: Tres mujeres poetas (con Michelene Wandor y Judith Kazantzis ), 1982, Allison y Busby
- El espejo de la madre, 1986, Methuen
- Psique y el huracán, 1991, Methuen
- Todos los yo que fui, 1995, Virago

- Tus zapatos, 1991 [7]
- Durante la ausencia de la madre, 1993, Virago
- Jugando a las sardinas, 2001, Virago
- Barro: Historias de sexo y amor, 2010, Virago

### Memorias
- Casas de papel: una memoria de los años 70 y más allá, 2007, Virago,ISBN 978-1844084074 ; edición de bolsillo 2008,ISBN 978-1844084081
- Capacidad negativa: un diario de supervivencia, 2020, Sandstone Press,ISBN 978-1913207144